# Spielmethodik
Als Spielmethodik (eine Begriffsbildung aus dem deutschen Wort Spiel und dem griechischen methodikè téchne = wörtlich die Kunst des Weges zum Spiel) bezeichnet die Spielwissenschaft die Lehre von den planmäßigen Verfahren, die zu einem technisch gekonnten und sinnvollen Spielen führen sollen. Die Wortelemente hodós = Weg und metá = zu etwas hin bezeichnen die enge Verbindung von Weg und Ziel, die das Verhältnis von Spielmethodik und Spieldidaktik ausmachen. Der verwandte Begriff Spielmethodologie oder Methodologie des Spiels (aus deutsch Spiel und griechisch méthodos und lógos = Methodenwissenschaft des Spiels) findet im Unterschied zu dem breiter gefassten Begriff Spielmethodik nur für die wissenschaftlich geprägte Methodenlehre Verwendung. Er bezeichnet die Lehre von den Wegen zu wissenschaftlichen Erkenntnissen zum Spiel.

## Allgemeine und spezielle Spielmethodik

### Die allgemeine Spielmethodik
stellt Grundsätze und Regeln auf, die für jegliche Art der Spielvermittlung Gültigkeit haben. Als solche gelten etwa die Vorgehensweisen
- Vom Bekannten zum Unbekannten
- Vom Leichten zum Schwierigeren
- Vom Einfachen zum Komplexen

### Die spezielle Spielmethodik
ist eine Fachmethodik, die auf die jeweiligen Inhalte, Strukturen und Zielsetzungen eines engeren Sachbereichs zugeschnitten ist. So unterscheidet man beispielsweise zwischen der Methodik des musikalischen Instrumentenspiels und der des Sportspiels und bei Letzterem wiederum zwischen der Fußball-, Tennis- oder Basketballmethodik bzw. zwischen Lern- und Trainingsmethoden bzw. den Methodiken für Breiten- oder Spitzensportler.

## Aufgaben der Spielmethodik
Spielmethodik verfolgt grundsätzlich die Aufgabe, den Lernenden und das Zielspiel aufeinander zu zu bewegen. Dies bedeutet einerseits, das Zielspiel in eine Folge von einzelnen Lernschritten aufzugliedern und andererseits, den Lernenden durch entsprechende Erfolgserlebnisse für das Erreichen des Zielspiels zu motivieren. Die speziellen Aufgaben der Spielmethodik hängen dann im Einzelnen von den didaktischen Vorgaben, insbesondere den pädagogischen Zielsetzungen und Sinnvorstellungen, ab:
So kann etwa, wenn das Ziel Leistung im Vordergrund steht, eine neue Strukturbildung (Lernen des Klavierspielens) oder die Verbesserung bestimmter Fertigkeiten (Üben und Optimieren technischer Bewegungsabläufe im Sportspiel) angestrebt werden (Beispiel Lern-, Trainings-, Wettspiele).
Wenn Taktik und Strategie zum Lernziel gemacht werden, können spezielle Kooperationsmuster die Aufgabenstellung der Methodik bestimmen und kognitive Komponenten ins Zentrum rücken, die auf die Entwicklung der Spielintelligenz ausgelegt sind. (Beispiel Strategiespiele).
Wenn es um soziales Lernen geht, setzt das methodische Vorgehen vor allem auf ein verträgliches Miteinander im Spiel, das den Bedürfnissen eines jeden Mitspielers gerecht wird (Beispiel Kooperationsspiele, Friedensspiele).
Bei der Thematisierung der Sinnfindung im Spiel stehen Selbsterfahrungen, Partnererfahrungen, Objekterfahrungen, Umwelterfahrungen im Mittelpunkt der spielmethodischen Maßnahmen, die sich vorrangig kreativer Impulse und Spielformen bedienen (Beispiel Wahrnehmungsspiele, Kreativspiele).

## Spielmethoden
Die Wahl der angemessenen Spielmethode ist von den didaktischen Zielvorgaben abhängig. Sie setzt einen Überblick über das Methodenspektrum und eine Befassung mit der Spieldidaktik voraus. Als grundlegende Verfahrensweisen der Spielmethodik gelten etwa:
- Methodische Spielreihen

Eine methodische Spielreihe führt in mehreren Lernschritten von einfachen Spielen zu einer komplizierten Spielform. Der von Anfang an verfolgte Spielgedanke des Zielspiels wird zunächst mit vereinfachten Regeln und großzügiger Fehlerauslegung gespielt. So kann beispielsweise das Kinderspiel ‚Ball über die Schnur’ mit niedriger oder höherer Schnur, mit unterschiedlich leichten oder großen Bällen, mit variablen Feldmaßen und Mitspielerzahlen allmählich zu dem Sportspiel ‚Volleyball‘ oder zum ‚Faustballspiel‘ hinleiten. Diese Methode bleibt im Spiel und fördert damit das Spielvergnügen. Sie eignet sich deshalb besonders für spielfreudige, aber nicht unbedingt an Wettkämpfen interessierte Kinder.
- Methodische Übungsreihen

Eine methodische Übungsreihe hingegen findet mehr in leistungsorientierten Spielgruppen Anwendung. Sie legt beim Volleyballspiel etwa besonderen Wert auf das Ausfeilen möglichst fehlerfreier einzelner Spieltechniken wie Aufgeben, Pritschen, Baggern, Schmettern, die isoliert geübt und trainiert werden. Der charakteristische Aufbau führt von sogenannten ‚Vorbereitenden Übungen’ über ‚Vorübungen’ zum ‚Wettkampfspiel’ unter kodifizierten Regeln.
- Programmiertes Spielenlernen

Lernprogramme geben eine Stufenfolge von zehn oder mehr verschiedenen Lernschritten zum Zielspiel vor. Die Organisation erfolgt in der Regel in Stationen, an denen über einen Text und eine Bilddarstellung eine Aufgabe gestellt wird. Die Lernschrittfolge ist von den Lernenden selbstständig zu durchlaufen. Das Lernprogramm übernimmt die Funktion der Vermittlung. Die Lehrperson stellt das Programm mit den erforderlichen Spielgeräten bereit, berät und motiviert. Eine erfolgreich bewältigte Station berechtigt zum Übergehen zur nächsten. Sinn der Arbeit mit Spielprogrammen ist das Ermöglichen eines individuellen Lerntempos und die Verselbstständigung im Lernprozess.
- Entdeckendes Lernen

Das ‚Entdeckende Spielen’ verzichtet auf die Vorgabe von Regeln oder technischen Vorschriften. Es stellt lediglich ein Spielgelände sowie bestimmte Spielgeräte zur Verfügung und schlägt eine Spielaufgabe vor. Unter diesen minimalen Gegebenheiten lässt es die Spielenden sinnvolle Lösungen selbst finden. Diese müssen unter den Spielenden ausgehandelt werden. Sie gelten entsprechend der Übereinkunft, können aber auch jederzeit in Absprache wieder verändert werden. Diese Methode findet besonders bei Spielformen Anwendung, die Kreativität und Kooperationsfähigkeit sowie selbstständiges Denken und Spielintelligenz fördern sollen.
- Die Projektmethode

Die Projektmethode favorisiert das elementare fächerübergreifende freie Spielen. Sie ist eine anspruchsvolle offene Methode, die sich nicht an Vorgaben wie normierte Spielgeräte, Spielfelder, Spielregeln, Spielerzahlen, sondern an spontanen neuen Spielideen orientiert und dabei auch Spielformen, Spielgeräte und Spielregeln neu erfinden lässt. Dabei macht sie sich die Kompetenz einzelner Fächer zunutze. Die benötigten Spielmaterialien werden beispielsweise im Fächerverbund von Sport- und Technikunterricht selbst hergestellt, die Spielformen in Kooperation von Mathematik- und Musikunterricht selbst kreiert, das Regelwerk mit Variationen im Deutschunterricht selbst formuliert.

## Einzelbelege
1. 1 2  Gerhard Wahrig: Deutsches Wörterbuch. Gütersloh 1970, Sp. 2422.
2. ↑  H. Krüssel: Die Kunst des Lehrens. Leitlinien erfolgreichen Unterrichts. Baltmannsweiler 2016
3. ↑  Horst Wein: Die Entwicklung der Spielintelligenz im Hockey mit Mini Hockey Spielen. Deutscher Hockey-Bund, Mönchengladbach 2009.
4. ↑  Siegbert A. Warwitz, Anita Rudolf: Spielkreativität. In: Dies.: Vom Sinn des Spielens. Reflexionen und Spielideen. 5. Auflage. Verlag Schneider. Baltmannsweiler 2021. S. 161–166.
5. ↑  Silke Jensch: Die Natur als Spielanlass, Spielraum und Spielpartner. Wissenschaftliche  Staatsexamensarbeit GHS. Karlsruhe 2001.
6. 1 2  F. Fetz: Allgemeine Methodik der Leibesübungen. Wien 1996. 10. Auflage
7. ↑  Bielefelder Sportpädagogen: Methoden im Sportunterricht. Schorndorf 2007. 5. Auflage
8. ↑  W.S. Nicklis (Hrsg.): Programmiertes Lernen. Bad Heilbrunn 1994
9. ↑  Hans Hoppe: Spiele finden und erfinden. Ein Leitfaden für die Spielpraxis. 2. Auflage. Berlin 2011.
10. ↑  Anita Rudolf, Siegbert A. Warwitz: Spielen – neu entdeckt. Grundlagen-Anregungen-Hilfen. Freiburg 1982
11. ↑  Siegbert A. Warwitz, Anita Rudolf: Spielkreativität. In: Dies.: Vom Sinn des Spielens. Reflexionen und Spielideen. 5. Auflage. Verlag Schneider. Baltmannsweiler 2021. S. 161–166
12. ↑  Karl Frey: Die Projektmethode. Weinheim & Basel 2002
13. ↑  Siegbert Warwitz, Anita Rudolf: Projektunterricht. Didaktische Grundlagen und Modelle. Schorndorf 1977
14. ↑  Heinrich Furrer: Stockballspiel – Entwicklung von Gerät und Regel im fächerübergreifenden Unterricht. II. Wissenschaftliche Staatsexamensarbeit für das Lehramt GHS. Karlsruhe 1977.
15. ↑  Siegbert A. Warwitz, Anita Rudolf: Vom Sinn des Spielens. Reflexionen und Spielideen. 5. Auflage, Baltmannsweiler 2021. ISBN 978-3-8340-1664-5.